# Girolamo Adorno

Stemma degli Adorno.

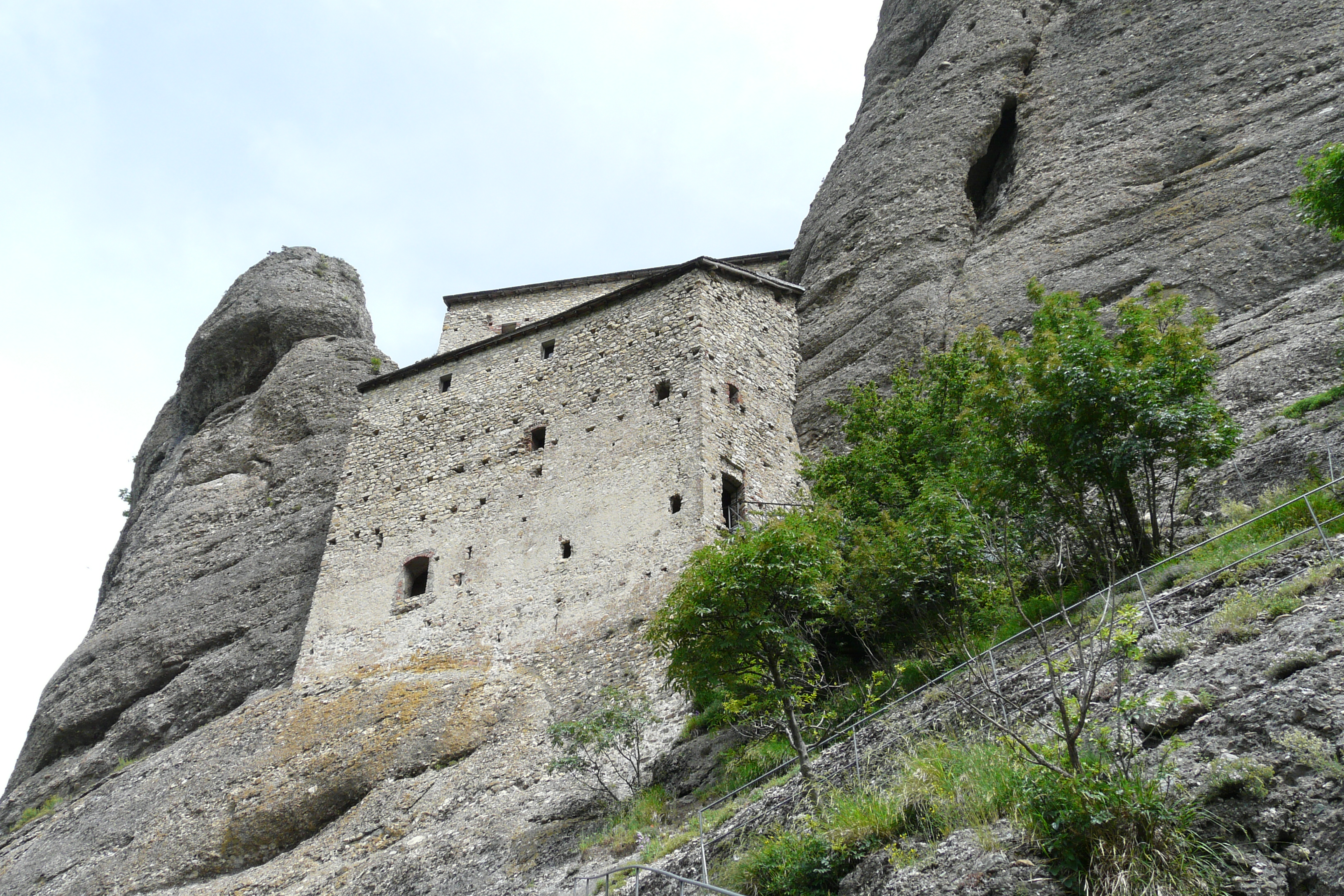
Castello della Pietra

Girolamo Adorno (... – 11 novembre 1632) è stato un militare italiano, fu marchese di Pallavicino, di Cantalupo, conte di Silvano e di Castelletto.

## Biografia
Era figlio di Barnaba Adorno, della nobile famiglia Adorno e di Maddalena Adorno, figlia di Antoniotto Adorno, doge di Genova.
Fu al servizio della Spagna nelle Fiandre e nel 1571 combatté  con la Lega Santa nella battaglia di Lepanto. Si schierò coi Gonzaga, duchi del Monferrato, nella difesa di propri feudi in quelle terre e nel 1588 ne ottenne l'investitura. Nel 1581 si riappropriò del castello della Pietra a Vobbia, in mano genovese. Nel 1590 riconquistò il paese di Castelletto d'Orba, feudo degli Adorno, in mano alla famiglia degli Andreari, conti di Rodi. Nel 1594 il duca di Mantova Vincenzo I Gonzaga lo investì del feudo di Silvano. L'imperatore Mattia d'Asburgo nel 1615 lo elesse marchese di Pallavicino.
Morì nel 1632.

## Discendenza
Girolamo sposò Claudia Valperga (?-1634), dalla quale ebbe tre figli:
- Maddalena (1582-?), a cui spettò il diritto di primogenitura voluta dal padre nel 1613 e l'eredità di tutti i feudi, confermati poi dal duca di Mantova nel 1635. Sposò il marchese Luigi Botta di Pavia, consentendo così di aggiungere al loro cognome quello degli Adorno.
- Barnaba Cesare (1584-1634), religioso
- Antoniotto (1585-1632)